# Dungeon Master II: The Legend of Skullkeep
Dungeon Master II: The Legend of Skullkeep è un videogioco di ruolo, seguito di Dungeon Master. È stato realizzato da FTL Games e pubblicato da Interplay nel 1993 per Amiga, MS-DOS, Mac OS, Mega CD, e per gli home computer giapponesi FM Towns e PC-9801/PC-9821.